# 1091 (szám)
Az 1091 (római számmal: MXCI) az 1090 és 1092 között található természetes szám.

## A szám a matematikában
A tízes számrendszerbeli 1091-es a kettes számrendszerben 10001000011, a nyolcas számrendszerben 2103, a tizenhatos számrendszerben 443 alakban írható fel.
Az 1091 páratlan szám, prímszám. Kanonikus alakja 10911, normálalakban az 1,091 · 103 szorzattal írható fel. Két osztója van a természetes számok halmazán, ezek növekvő sorrendben: 1 és 1091.
Az 1091 huszonnyolc szám valódiosztó-összegeként áll elő, közülük a legkisebb a 3261.

## Csillagászat
- 1091 Spiraea kisbolygó